# Bottrop
Bottrop (njemački izgovor: : [ˈbɔtʁɔp]) je grad u zapadnoj središnjoj Njemačkoj, na kanalu Rajna-Herne, u Sjevernoj Rajni-Vestfaliji. Smješten u industrijskom području Ruhr, Bottrop se naslanja na Esen, Oberhausen, Gladbeck i Dorsten. Grad je bio rudarsko i željezničko središte i sadrži tvornice koje proizvode derivate katrana, kemikalije, tekstil i strojeve. Bottrop je rastao kao rudarsko središte počevši od 1860-ih, postaje kao grad 1921. Bombardiran je tijekom Naftne kampanje Drugog svjetskog rata. Godine 1975. ujedinio se sa susjednim zajednicama Gladbeck i Kirchhellen, ali Gladbeck ga je napustio 1976., što je dovelo do toga da je Kirchhellen postao četvrt Bottrop kao Bottrop-Kirchhellen. Pobratimljen je i s Blackpoolom u Engleskoj.

## Vanjske poveznice
- Službena stranica (njem.) (engl.) (nizoz.)

### Ostali projekti
|  | Zajednički poslužitelj ima još gradiva o temi Bottrop |